# Gramophone (magazine)
Pour les articles homonymes, voir Gramophone (homonymie).
Gramophone est un magazine mensuel publié à Londres par Haymarket et consacré à la musique classique, particulièrement aux enregistrements. Ce magazine est lancé en 1923 par l'écrivain écossais Compton Mackenzie. Le magazine décerne chaque année le Gramophone Award à l'enregistrement de musique classique qu'il considère comme le meilleur, dans plusieurs catégories.
Sur son site internet, en janvier 2007, Gramophone affirme être « le magazine de musique classique le meilleur au monde ». Cette vantardise apparaissait sur toutes les couvertures des éditions papier, les éditions récentes affichent plus sobrement : « L'autorité mondiale inégalée quant à la musique classique depuis 1923. » Ce leadership mondial semble être contesté par BBC Music Magazine (en).

## Récompenses, le choix de l'éditeur, le choix de la critique et leGramophone Hall of Fame
En plus du Gramophone Award annuel, chaque mois, une dizaine d'enregistrements font partie du Gramophone Editor's Choice (choix de l'éditeur). De plus, lors de l'édition de Noël, chaque critique sélectionne environ cinq enregistrements publiés dans l'année, ces enregistrements font partie du Gramophone Critics' Choice (choix du critique). En avril 2012, Gramophone lance The Gramophone Hall of Fame, une liste des personnes (artistes, producteurs, ingénieurs, fondateurs de labels) qui ont contribué durant l'année au développement de l'industrie de l'enregistrement de musique classique.

## Critique
Gramophone est régulièrement l'objet de critiques, notamment parce que ce magasin ne reconnaît pas le talent des chefs d’orchestre féminin, en incluant 0 % de femme dans leur classement en 2017 malgré leur talent reconnu. On lui reproche notamment de favoriser les compositeurs et interprètes britanniques et d'être en relation étroite avec des maisons de disques telles qu'EMI.

## Parodie
Glenn Gould écrit une parodie de critique dans le style de Gramophone pour le livret de son enregistrement de 1968 de la Symphonie nº 5 de Beethoven transcrite pour piano solo par Liszt.